# Eric Dolphy
Eric Allan Dolphy (ur. 20 czerwca 1928 w Los Angeles, zm. 29 czerwca 1964 w Berlinie) – amerykański multiinstrumentalista i kompozytor jazzowy. Grał na saksofonie, klarnecie, flecie oraz klarnecie basowym.
Jego rodzice wyemigrowali z Panamy. W Kalifornii  Dolphy grał w zespołach Georga Browna, Geralda Wilsona, Buddy Collette’a i Chico Hamiltona. W 1959 na stałe zamieszkał w Nowym Jorku. W czerwcu 1964 stracił przytomność podczas berlińskiego koncertu z Karlem Bergerem. Zmarł w szpitalu w wieku 36 lat na skutek powikłań nieujawnionej cukrzycy.
Jego styl charakteryzuje się użyciem długich odstępów i dwunastostopniowej skali tonu. 
Dolphy uczestniczył w nagraniach legendarnego albumu Free Jazz: A Collective Improvisation Ornette Colemana, uważanego za jeden z pierwszych albumów freejazzowych.

## Dyskografia
Prestige Records
- Status (1960)
- Dash One (1960)
- Outward Bound (1960)
- Looking Ahead (1960)
- Fire Waltz (1960)
- Out There (1960)
- The Caribe with the Latin Jazz Quintet (1960)
- Magic (1960)
- Far Cry (1960)
- Eric Dolphy (1960)
- Here and There (1961)
- The Quest (1961)
- The Great Concert of Eric Dolphy (1961)
- Live! at the Five Spot, Vols. 1 & 2 (1961)
- Eric Dolphy in Europe, Vols. 1-3 (1961)
- Copenhagen Concert (1961)
- Quartet 1961 (1961)
- Eric Dolphy Quintet featuring Herbie Hancock: Complete Recordings (1962)

Blue Note Records
- Other Aspects (1960)
- The Illinois Concert (1963)
- Out to Lunch! (1964)

Pozostałe wytwórnie
- Hot & Cool Latin (1959)
- Wherever I Go (1959)
- Candid Dolphy (1960)
- Softly, As in a Morning Sunrise (1961)
- Berlin Concerts (1962)
- Vintage Dolphy (1962)
- Iron Man (1963)
- Conversations (1963)
- Last Date (1964)
- Naima (1964)
- Unrealized Tapes (1964)